# Lyte as a Rock
Lyte as a Rock è l'album di debutto della rapper statunitense MC Lyte, pubblicato il 13 settembre 1988. Nel 1998, la rivista The Source lo inserisce nella sua lista dei 100 migliori album hip hop. L'album è scomposto traccia per traccia da Brian Coleman nel suo libro Check the Techique. L'album è prodotto da Audio Two, Alliance, King of Chill e Prince Paul ed è distribuito da First Priority e Atlantic Records.

## Accoglienza
| Recensione       | Giudizio |
| ---------------- | -------- |
| AllMusic         | [ 1 ]    |
| Robert Christgau | B        |

Il critico Christgau recensisce l'album con una «B». AllMusic gli assegna 4.5/5 stelle: «nei primi anni del gioco dell'hip hop, le donne erano spesso trascurate fino a quando arrivò una nuova razza di paroliere e fece un proverbiale dito medio al dominio maschile del gioco. L'esordio di MC Lyte ha inaugurato l'epoca delle MC donne: sicure, sfrontate e senza avere paura di mettere gli MC uomini al loro misogino posto senza battere ciglio. [...] Lyte as a Rock è invecchiato meglio di molte altre produzioni che uscirono durante gli anni formativi dell'hip hop, anche se in certi momenti è risultato antiquato. Un classico.»

## Tracce
1. Lyte Vs. Vanna Whyte – 2:47 (musica: Alliance)
2. Lyte as a Rock – 4:17 (musica: Audio Two)
3. I Am Woman – 2:45 (musica: King of Chill)
4. MC Lyte Likes Swingin' – 3:17 (musica: Prince Paul)
5. 10% Diss – 5:00 (musica: Audio Two)
6. Paper Thin – 5:14 (musica: King of Chill)
7. Lyte Three MC – 4:13 (musica: Alliance)
8. I Cram to Understand U – 4:39 (musica: Audio Two)
9. Kickin' 4 Brooklyn – 2:20 (musica: Audio Two)
10. Don't Cry Big Girls – 3:57 (musica: Audio Two)

Durata totale: 38:29

## Classifiche

### Classifiche settimanali
| Classifica (1988)         | Posizione massima |
| ------------------------- | ----------------- |
| US Top R&B/Hip-Hop Albums | 50                |